# チップス先生さようなら (1939年の映画)
『チップス先生さようなら』（チップスせんせいさようなら、Goodbye, Mr. Chips）は、1939年のイギリス・アメリカ合衆国のドラマ映画。
ジェームズ・ヒルトンの同名小説を原作としている。監督はサム・ウッド。主演はロバート・ドーナットとグリア・ガースン。
老いたチップスが昔を懐かしみ、教育に携わるようになってからのキャリアや私生活を回想シーンの積み重ねで振り返る形で物語は進行していく。

## 概要
本作がグリア・ガースンの記念すべき初出演映画となった。ガースンは後年に「私はチップス夫人がキャリアに与える影響力を完全に過小評価していました。この時ばかりは自分の間違いを嬉しく思います」と述懐している。また、チップスの64年間を当時34歳のロバート・ドーナットが一人で演じている。1936年に亡くなったアーヴィング・タルバーグに敬意を表してクレジットタイトルには彼の名前も表示されている。
ピーター・オトゥールが主演する1969年の映画、BBCテレビが製作した1984年のミニシリーズ、マーティン・クルーンズが主演する2002年のテレビ映画と計3回リメイクされている。
チップス先生はイギリスのケンブリッジにあるレイザ・スクールで教師を務めたウィリアム・ヘンリー・バルガーニーやジェームズ・ヒルトンの父、ジョン・ヒルトンらがモデルとなった。チップスは退職した後もスクール近くに下宿し、訪れたすべての少年にケーキやお茶を振る舞っている。

## ストーリー

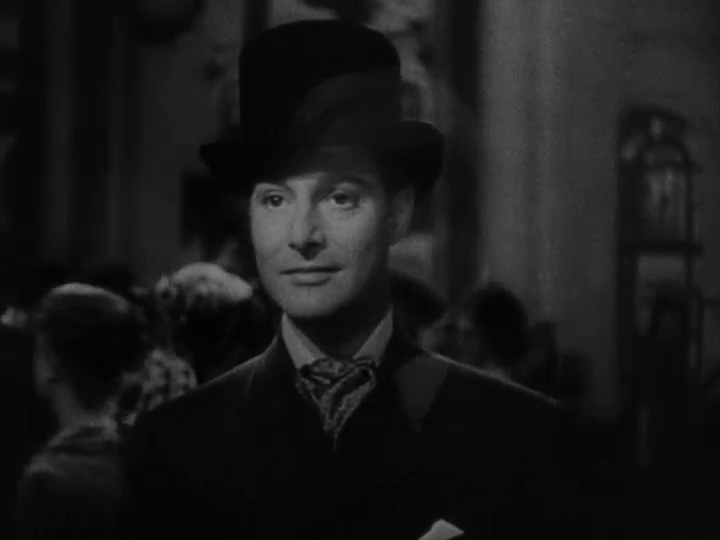
回想シーンの始まり。1870年、25歳時のチップスを演じるロバート・ドーナット

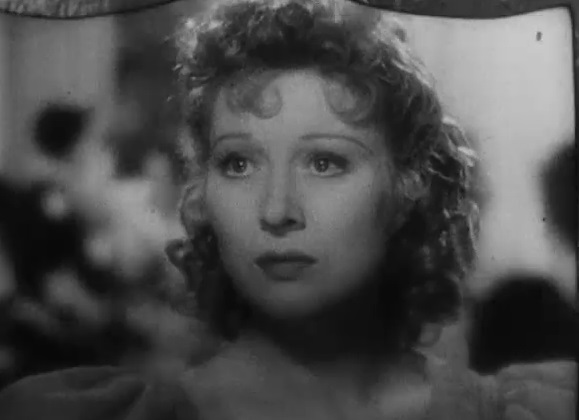
チップスの妻キャサリンを演じるグリア・ガースン

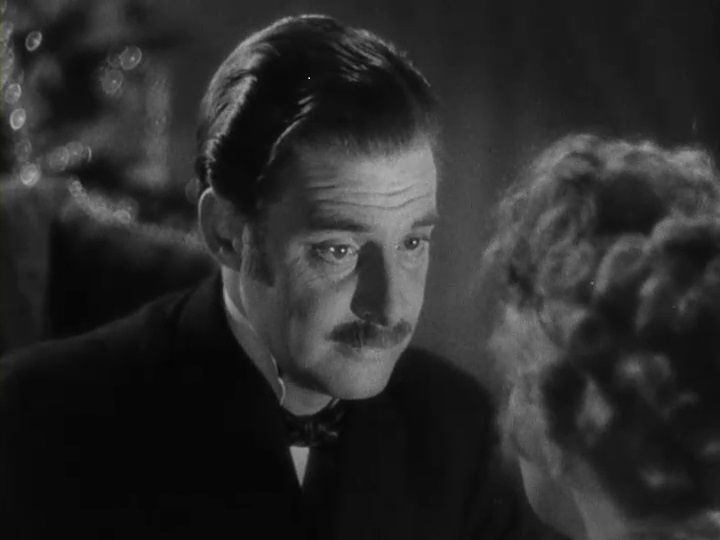
おそらく1890年代、中年期のチップスを演じるロバート・ドーナット

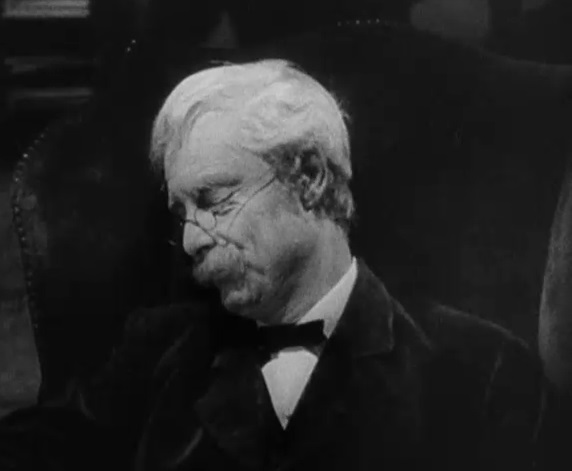
回想シーンが始まる直前に眠りに付く。1928年、83歳時のチップスを演じるロバート・ドーナット

1928年のイギリス。83歳のチッピングは15年も前にパブリックスクールの教師を退職しているが、始業式に出席しようとしたところ、風邪のために家で安静にしているように医師から忠告される。「君が寮母だった頃は生徒が飢えていた」と下宿先のウィケット夫人をからかうが、彼女からは「それは大昔の話です。今とは時代が違いますから」と返される。夕暮れ時、暖炉の前で暖まりながら、過ぎ去りし日々が脳裏に去来する。彼の回想シーンは教師生活をスタートさせた1870年から開始される。
普仏戦争のさなかの1870年に、25歳のチャールズ・エドワード・チッピングはラテン語の新任教師としてブルックフィールド・スクールに着任する。初日から生徒達による数々の悪ふざけの標的となり、校長先生（ウェザビー）からはプレッシャーを掛けられる。教室内に厳格な規律を導入して対処した結果、生徒達はクリケットの試合に出場することも出来ず、彼らから憎まれる存在になってしまう。
ウェザビーが1888年に亡くなったことを示す胸像のレリーフが表示される。
年齢も中年に差し掛かり、スクールの寄宿舎の監督者の有力候補になりながら結局は任命されず、チッピングは落胆する。そんな中、ドイツ語の教師マックス・ステュフェルから休暇中のオーストリアでの徒歩旅行に強引に誘われる。チッピングが登山中に霧が濃くなり、晴れるまでの間、出会ったキャサリン・エリスという名の婦人参政権論者の若いイギリス人女性と情熱的な会話を交わし、彼女に対して恋心を抱く。チッピングとキャサリンはウィーンで偶然にも再会し、二人は舞踏会場で有名な「美しく青きドナウ」の曲に合わせて踊る。この曲はチッピングのキャサリンに対する愛を象徴するライトモチーフとして使用されている。これより前に、ウィーンへ向けて移動するボートからドナウ川を眺めるチッピングはステュフェルに「ドナウ川が青く見えるのは恋をしている人だけ」と話している。別の場面では同じボートからドナウ川を眺めるキャサリンが、旅行に同行した友人（フローラ）に「私には（ドナウ川が）青く見える」と発言している。キャサリンが出発直前の汽車に乗る別れ間際、彼女はチッピングとの別れを惜しみ、彼の口に合わせてキスをする。チッピングは勇気を振り絞ってキャサリンにプロポーズをするが、彼女の乗った汽車は出発してしまう。住所も聞き出せずに別れたが、ステュフェルはそんな二人の気持ちを察して事前に手配してくれていた。キャサリンはチッピングよりも何歳も若く、はつらつとした美人だが、謙虚で寂しがりやな彼の良さを理解しており、プロポーズを受け入れて二人は結婚する。
キャサリンは生徒達を夫婦の住み家に毎週のように招待している。ユーモアに長けた彼女は短い結婚生活の間に、「チップス」というニックネームで呼んだ夫を殻の外に出すきっかけを作り、より良い教師になるための手法を示している。チップスは授業中にカヌレイア法とライアー（嘘つき）を引っ掛けた駄洒落を披露し、生徒達を爆笑の渦に巻き込む。生徒達はチップスに親しみを持ち始め、彼はコリーを筆頭に昔の生徒の多くの子や孫を教えている。チップスは念願の寄宿舎の監督者になるが、キャサリンはいつの日か夫は校長にもなれると信じている。彼女は出産時に自分の赤ちゃんと一緒に亡くなってしまう。
ボーア戦争の志願兵の増加や、ヴィクトリア女王が亡くなったニュースを友人に話す生徒が登場する。
1909年に着任した校長（ラルストン）はスクールの「近代化」を目指し、古い考えの老教師チップスに退職するよう勧告している。チップスは「シセロ」の発音を「キケロ」に変更する必要性を疑問視し、古い伝統が失われて生徒が機械化されていく現状を危惧していた。生徒達だけでなく、スクールの理事会もチップス支持の方針を打ち出し、「100歳まで現役で頑張ってもらわないと」と彼に話している。
「近代化」を主張するラルストンを改心させたチップスは最終的に1914年に引退。第一次世界大戦の長期化に伴う教員不足から終戦までの代理校長という形で復帰する。ドイツ空軍が『ツェッペリン』で爆撃を実施する中でチップスは授業を行い、ユリウス・カエサルに反抗したガリア戦争における好戦的な性質のゲルマン民族を第一次世界大戦におけるドイツ軍と重ね、『ガリア戦記』のある一文を翻訳するように生徒に依頼する。戦争は当初の予想に反して長引き、チップスは戦闘で死亡した名誉戦死者名簿に記載された多くのかつての教師や教え子らの名前を毎週日曜日に読み上げる。1902年までスクールでドイツ語を教え、敵のドイツ軍側で戦闘に参加して死亡したマックス・ステュフェルの名前も同様に読み上げる。チップスは1918年に再び退職する。
1933年に死の床にあるチップスは見舞った人物が身寄りもない彼を哀れんでいるのを耳にして、「子供はいたよ。何千人も。何千人もの子供たちがみんな私の息子なんだ」と返答する。

## キャスト
クレジットに記載されたキャストと、その役を演じた俳優は以下の通り。
- チップス先生 - ロバート・ドーナット
- キャサリン - グリア・ガースン
- ジョン・コリー/ピーター・コリー1世/ピーター・コリー2世/ピーター・コリー3世
（ブルックフィールド・スクールの生徒、コリー家4世代の少年時代） - テリー・キルバーン
- 青年期のピーター・コリー2世 - ジョン・ミルズ
- ステュフェル - ポール・ヘンリード
- フローラ（キャサリンのオーストリア旅行に同行する女性） - ジュディス・ファース（英語版）
- ウェザビー（1870年時のスクールの校長先生） - リン・ハーディング（英語版）
- チャタリス（1890年代のスクールの校長先生） - ミルトン・ロスメル
- マーシャム（1928-33年時のスクールの校長先生） - フレデリック・レイスター（英語版）
- ウィケット夫人 - ルイーズ・ハンプトン（英語版）
- ラルストン（1909-14年時のスクールの校長先生） - オースティン・トレヴァー（英語版）
- ジャクソン（1928年に着任するスクールの教師） - デビッド・ツリー（英語版）
- モーガン大佐（チップスに校長就任を要請する軍人） - エドモンド・ブレオン（英語版）
- ヘレン・コリー（ピーター・コリー2世の妻） - ジル・ファース
- ジョン・コリー卿（1909-14年時のスクールの理事長） - スコット・サンダーランド（英語版）

## 評価

### 批評
- バラエティ誌スタッフ：チップス先生の個性を際立たせる「ロバート・ドーナットの並外れた名演技」[11]。
- ニューヨーク・タイムズ紙のフランク・ニュージェント（英語版）：「啓発させるように感傷的な中編小説の、穏やかで心温まる、一般的には満足のいくフィルム版」[12]。

2015年3月22日時点で、ロッテン・トマトには本作についての16人の批評家のレビューが集まっている。そのうち13人からの肯定的な評価を獲得し、「トマトメーター」は81%になっている。

### 映画賞の受賞・ノミネート
本作が公開された1939年の第11回ナショナル・ボード・オブ・レビュー賞ではトップ10映画の1作品に選ばれている。
ロバート・ドーナットは第12回アカデミー賞でアカデミー主演男優賞を受賞した。受賞が有力視されていた『風と共に去りぬ』のクラーク・ゲーブルは賞を逃したばかりでなく、『スミス都へ行く』のジェームズ・スチュワートの後塵を拝する3位に終わった。それ以外にも映画は賞の6部門にノミネートされている。
| 選考年 | 映画賞                                     | 部門           | 候補者                                                                  | 結果       |
| ------ | ------------------------------------------ | -------------- | ----------------------------------------------------------------------- | ---------- |
| 1939年 | 1939年のカンヌ国際映画祭                   | パルム・ドール | サム・ウッド                                                            | ノミネート |
| 1939年 | 第11回ナショナル・ボード・オブ・レビュー賞 | トップ10映画   |                                                                         | 受賞       |
| 1939年 | 第5回ニューヨーク映画批評家協会賞          | 主演男優賞     | ロバート・ドーナット                                                    | 3位        |
| 1940年 | 第12回アカデミー賞                         | 作品賞         |                                                                         | ノミネート |
| 1940年 | 第12回アカデミー賞                         | 監督賞         | サム・ウッド                                                            | ノミネート |
| 1940年 | 第12回アカデミー賞                         | 主演男優賞     | ロバート・ドーナット                                                    | 受賞       |
| 1940年 | 第12回アカデミー賞                         | 主演女優賞     | グリア・ガースン                                                        | ノミネート |
| 1940年 | 第12回アカデミー賞                         | 脚色賞         | ロバート・C・シェリフ、クローディン・ウェスト、エリック・マシュウィッツ | ノミネート |
| 1940年 | 第12回アカデミー賞                         | 編集賞         | チャールズ・フレンド                                                    | ノミネート |
| 1940年 | 第12回アカデミー賞                         | 録音賞         | A・W・ワトキンス                                                        | ノミネート |

### ランキング入り
| 選考年 | 媒体・団体       | 部門                           | 対象                                                 | 順位 |
| ------ | ---------------- | ------------------------------ | ---------------------------------------------------- | ---- |
| 1999年 | イギリス映画協会 | イギリス映画ベスト100          | 『Goodbye, Mr. Chips』（『チップス先生さようなら』） | 72位 |
| 2003年 | アメリカ映画協会 | アメリカ映画のヒーローベスト50 | アーサー・チップス（ロバート・ドーナット）           | 41位 |

## ロケ

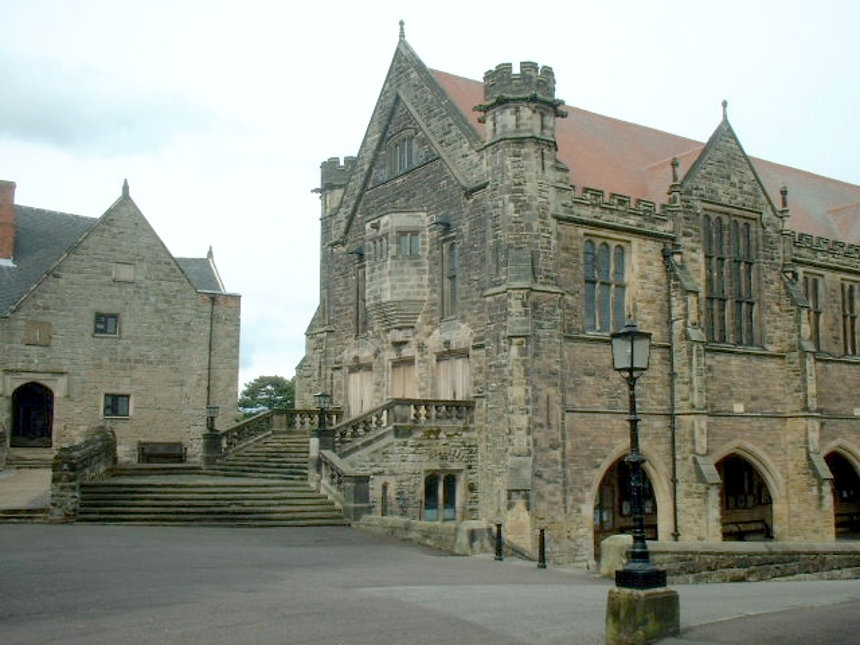
2007年に撮影。レプトン・スクール

架空のブルックフィールド・スクールの外観はレプトン・スクールで撮影された。レプトン・スクールに所属する約300人（記事によっては200人とも）の生徒や教員がエキストラとして出演するために、スクールの休暇中にデナム・フィルム・スタジオに滞在していた。チップスとキャサリンの出会いの場となったスイスのアルプス山脈の霧の山もデナム・フィルム・スタジオで撮影されたものである。
グリア・ガースンはロバート・ドーナットとの思い出について後年に「彼について知っているのは一緒に仕事をしていた期間のみですが、並外れた才能の持ち主の非常に特別な人間として、最高の良い思い出になっています」と回想している。